# Unternehmensgruppe Dr. Eckert
Die Unternehmensgruppe Dr. Eckert ist ein in Berlin und Stuttgart ansässiges Unternehmen im Bereich des Einzelhandels. Die Ausrichtung des Handels liegt dabei insbesondere beim Betrieb von Bahnhofsbuchhandlungen und dem dortigen Verkauf von Druckerzeugnissen wie Zeitungen und Zeitschriften, Tabakwaren sowie Nahrungsmitteln und Getränken an Bahnhöfen. Die Geschäfte der Unternehmensgruppe treten unter sechs Markennamen auf: „Ludwig“ heißen die großen Buchhandlungen, „Eckert“ die kleineren Bahnhofsbuchhandlungen und Pressefachgeschäfte, „Barbarino“ und „T.H.Kleen“ die Tabakwarenfachgeschäfte. Unter dem Label „Adam’s“ firmiert das  Convenience-Konzept. Auch ist die Unternehmensgruppe Franchisenehmer der „ServiceStore DB“. Im Jahr 2021 wurden rund 1500 Mitarbeiter deutschlandweit beschäftigt. Die Gruppe hat bundesweit mehr als 350 Standorte und betreibt bundesweit rund 240 Geschäfte selbst.
Im Jahr 2011 wurde die Unternehmensgruppe als Stuttgarts bester Arbeitgeber 2011 prämiert.
Der Geschäftsführer Torsten Löffler ist auch Vorsitzender des Verbands Deutscher Bahnhofsbuchhändler VDBB und des Handelsverbands Tabak BTWE (früher: Bundesverband Tabakwareneinzelhandel).

## Geschichte
Die Gesellschafter der Bahnhofsbuchhandlung „Carl Schmitt Centraleisenbahnbuchhandlung“, Jacques Bettenhausen und Berta Keye, gründeten unter Beteiligung von Wilhelm Pappritz am 6. Juli 1923 in Heidelberg das „Handelshaus für Reise und Verkehr“.
Zu Geschäftsführern beriefen sie Adam Eckert und Wilhelm Pappritz. Ziel des Unternehmens war der Handel mit Reisebedarfsartikeln zur Versorgung von Reisenden und Bahnhofsbesuchern. 1925 verlegte die Firma ihren Sitz von Heidelberg nach Stuttgart, und Adam Eckert trat als weiterer Gesellschafter ein. 1928 erwarb Eckert für die Gesellschafter das Frankfurter Tabakhaus L. Barbarino, im Jahr darauf erwarb er ebenfalls den Reisebedarfsspezialisten „Peter Welter“.
Nach dem Tod Adam Eckerts 1946 übernahm dessen Gattin Liselotte Eckert die Führung der Unternehmen und leitete den Wiederaufbau nach dem Krieg. Ihr Sohn Adam-Claus Eckert trat 1975 in das Unternehmen ein und übernahm 1990, nach dem Tod von Liselotte Eckert, die Geschäftsführung. 1988  wurde die „Buchhandlungen Gerhard Ludwig GmbH“ in Köln übernommen.
1998 erwarb Eckert die „PSG Postdienst Service Gesellschaft“ in Berlin. Weitere Tabakwaren- und Pressefilialen kamen im Juni 2000 mit dem Erwerb der Firma "Kohm Einzelhandels GmbH  & Co. KG" hinzu, diese wurden in "Barbarino" Filialen umgeflaggt.
2001 wurden die Firmen „Handelshaus für Reise und Verkehr Dr. Eckert & Co.“ und „L. Barbarino KG“ zum „Handelshaus Dr. Eckert & Co. KG“ verschmolzen. 2006 wurden die PSG 13 U-Store-Filialen in Berlin übernommen.
Mit Wirkung vom 1. Juni 2010 verschmolzen alle Unternehmensbeteiligungen auf die Dr. Eckert GmbH. Im selben Jahr wird die erste Filiale namens „Adam‘s“ eröffnet.
2017 öffnete der erste „ServiceStore DB“ unter der Führung der Unternehmensgruppe Dr. Eckert GmbH seine Türen. 2018 übernahm die Unternehmensgruppe Dr. Eckert GmbH die „PWV Presseshops“ GmbH. Zu dieser Zeit wurden rund 300 Filialen betrieben.
2019 wurde die Kleen-Unternehmensgruppe mit Sitz in Viersen, mit mehr als 40 Tabakwarenfachgeschäften übernommen. 2021 wurde die 400. Filiale eröffnet, darunter befinden sich rund 240 selbstbetriebene Filialen.

## Belege
1. ↑  Zukunft braucht Herkunft. Unternehmensgruppe Dr. Eckert, abgerufen am 7. September 2017.
2. 1 2  Homepage ugde.com (Stand: 28.09.2021)
3. ↑  Impressum | ServiceStore DB. Abgerufen am 2. März 2024.
4. ↑  Das Unternehmen. Unternehmensgruppe Dr. Eckert, abgerufen am 7. September 2017.
5. ↑  Unternehmensgruppe Dr. Eckert ist Stuttgarts bester Arbeitgeber 2011. In: boersenblatt.net. 18. Januar 2011, abgerufen am 7. September 2017.
6. 1 2 3 4 5 6 7 8  Unternehmensgruppe Dr. Eckert GmbH. Abgerufen am 2. März 2024.